# Dvärgmjölke
Dvärgmjölke (Chamerion fleischeri) är en art i familjen dunörtsväxter och förekommer naturligt i Alperna. Arten odlas ibland som trädgårdsväxt i Sverige.

Dvärgmjölke är närstående bäckmjölke (C. dodonaei), men dvärgmjölke har ett utbrett växtsätt, mindre blad och en pistill som är hälften så lång som ståndarna. Bäclmjölke är upprättväxande och har ståndare som är lika långa som pistillen.

## Hybrider
Dvärgmjölke bildar ibland hybrider med bäckmjölke (C. dodonaei). Dessa har fått namnet Chamerion ×prantlii (Dalla Torre & Sarnth.) Holub.

## Synonymer
Chamaenerion denticulatum Schur nom. illeg.
Chamaenerion fleischeri (Hochst.) Fritsch
Epilobium crassifolium Lehm.
Epilobium denticulatum Wenderoth
Epilobium dodonaei f. stenophyllum Haussknecht
Epilobium dodonaei f. platyphyllum Haussknecht
Epilobium dodonaei proles fleischeri (Hochst.) Rouy & E.G.Camus
Epilobium dodonaei proles fleischeri var. platyphyllum (Hausskn.) Rouy & E.G.Camus
Epilobium dodonaei proles fleischeri var. stenophyllum (Hausskn.) Rouy & E.G.Camus
Epilobium dodonaei subsp. fleischeri (Hochst.) Schinz & Thell.
Epilobium fleischeri Hochst.
Epilobium rosmarinifolium subsp. fleischeri (Hochst.) Bonnier & Layens